# Evangelisch-lutherisches Krankenhaus Moskau

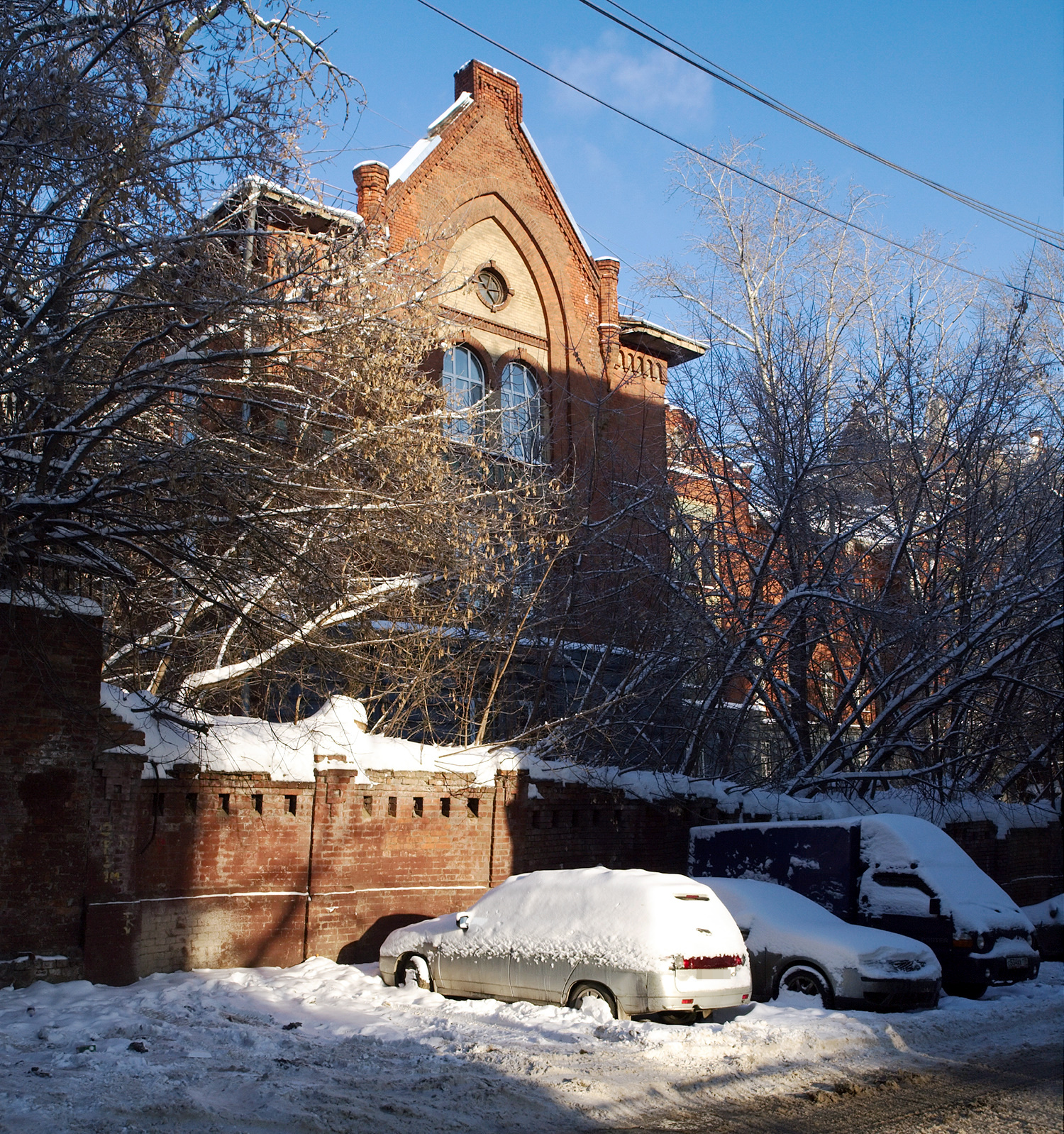
Evangelisch-lutherisches Krankenhaus Moskau

Das ehemalige Evangelisch-Lutherische Krankenhaus in Moskau befindet sich zwischen der Obucha-Gasse und der Woronzowo-Pole-Straße, hinter dem Wohngebäude Nr. 46 an der Straße Semljanoj Wal.

## Geschichte
Das evangelisch-lutherische Krankenhaus in Moskau wurde 1879 gegründet und befand sich im Bezirk Sokolniki. In der Woronzowo-Pole-Straße wohnten viele Deutsche, die Gemeindemitglieder der Kathedrale St. Peter und Paul waren. Mit ihren Spenden wurde ein Baugrundstück erworben und nach Plänen von Otto von Dessien 1903/04 ein Krankenhaus gebaut. Unabhängig von der Religion wurden hier alle Patienten behandelt. Die Ärzte und das Personal waren meistens Deutsche. Für die Armen war die Behandlung kostenlos. Das Krankenhaus hatte 101 Betten und war gut ausgestattet mit Röntgengeräten.
Nach der Revolution wurde das Gebäude von einem neuen medizinischen Institut genutzt, das von Wladimir Obuch, Organisator der öffentlichen Gesundheitsdienste UdSSR, gegründet wurde. Wladimir Obuch arbeitete selbst am Institut. Während des Zweiten Weltkrieges wurde das Gebäude bei deutschen Luftangriffen beschädigt, die Spuren des Bombardements sind bis heute sichtbar.
Seit den 1950er-Jahren befindet sich hier das Institut für Hirnforschung RAMN (russ.Институт мозга Российской академии медицинских наук), sowie eine neurologische Poliklinik.
Beim Krankenhaus befand sich eine russisch-orthodoxe Kapelle. Sie existiert noch, wird aber von dem Institut als Nutzraum genutzt. Sie gehörte zu der Pokrowskaja-Kirche, die 1932 abgerissen wurde.
Der Eingang zum Krankenhaus befindet sich zwischen den Gebäuden 12 und 16 an der Straße Woronzowo Pole.

## Galerie

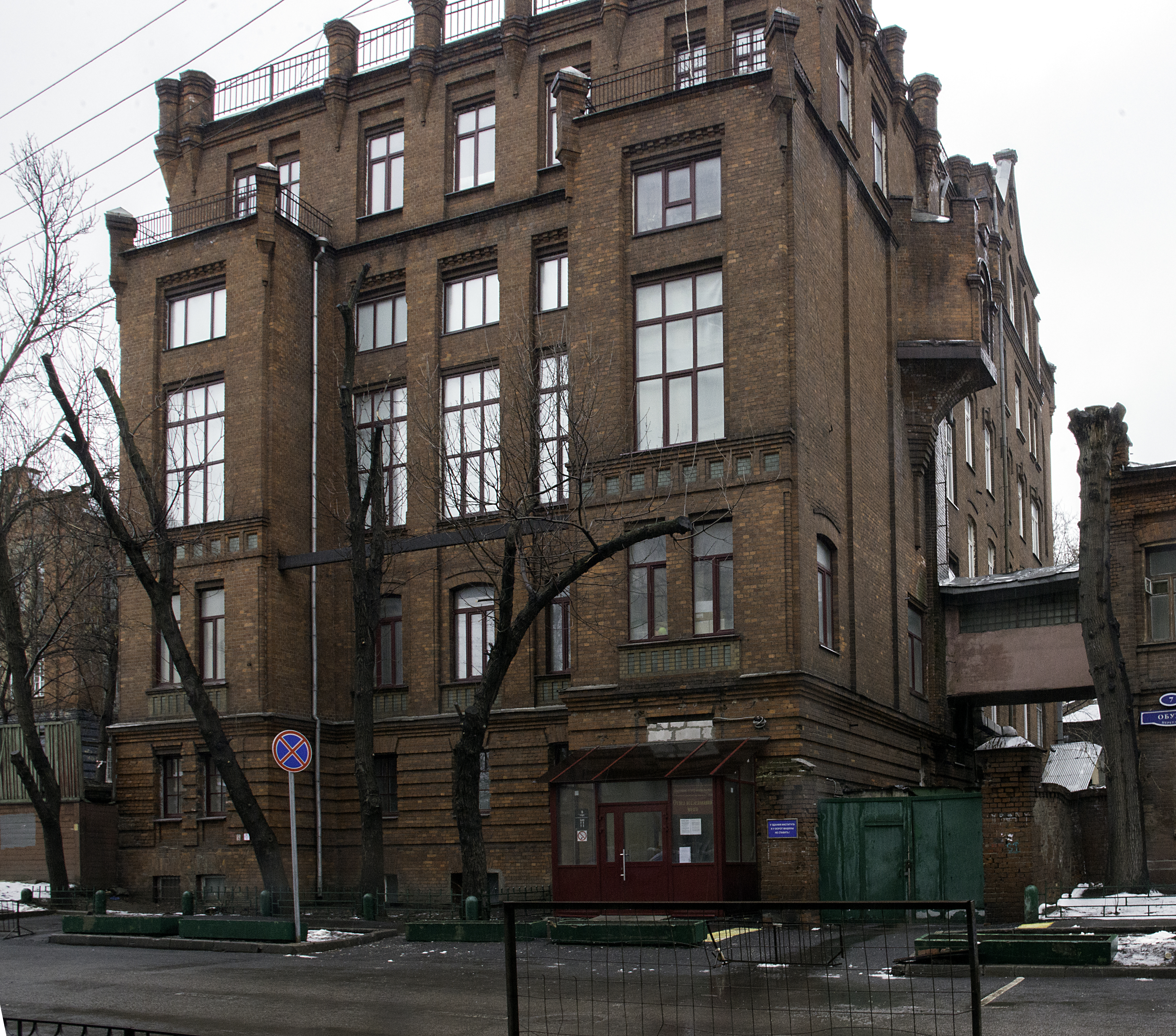
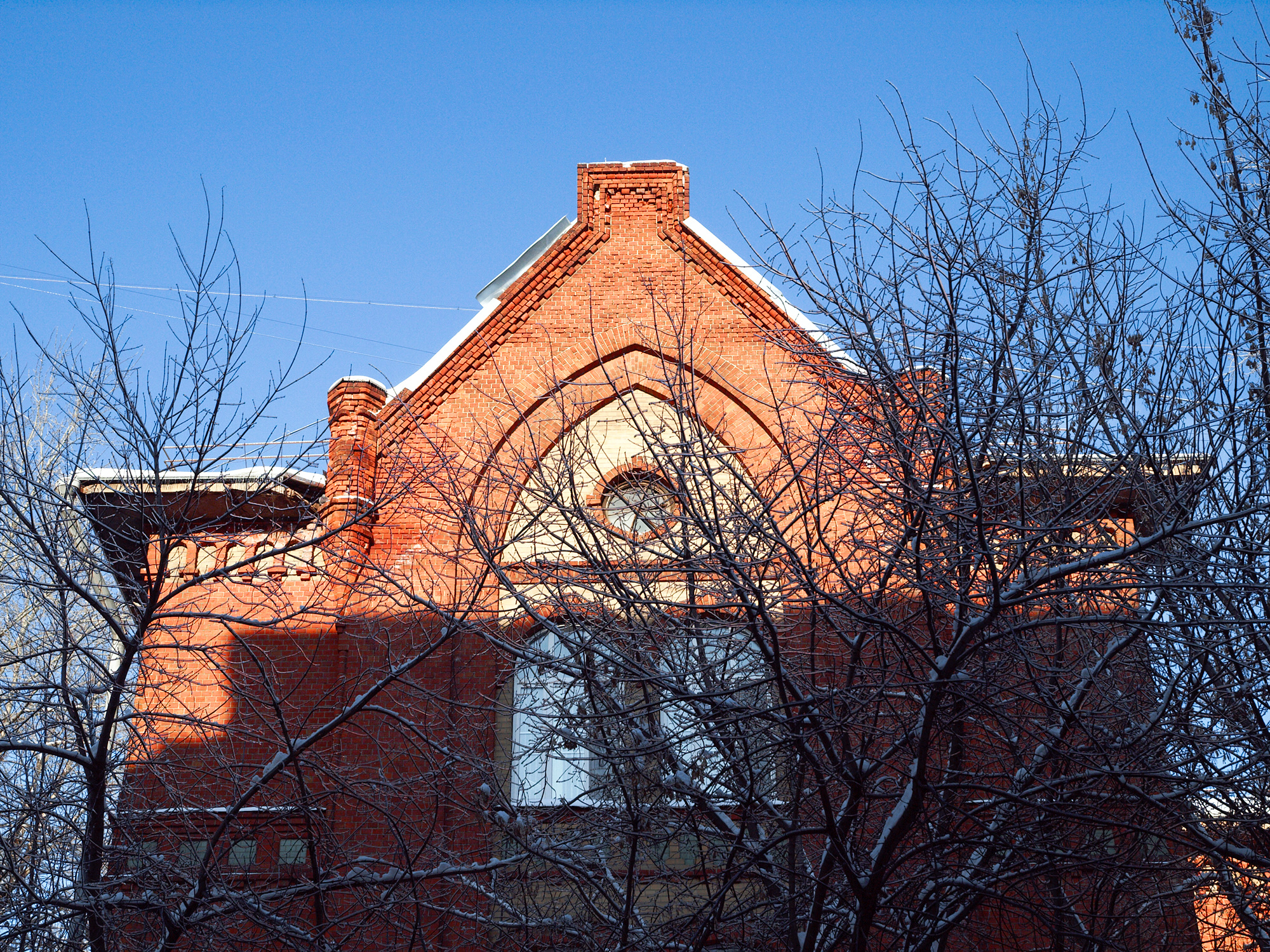
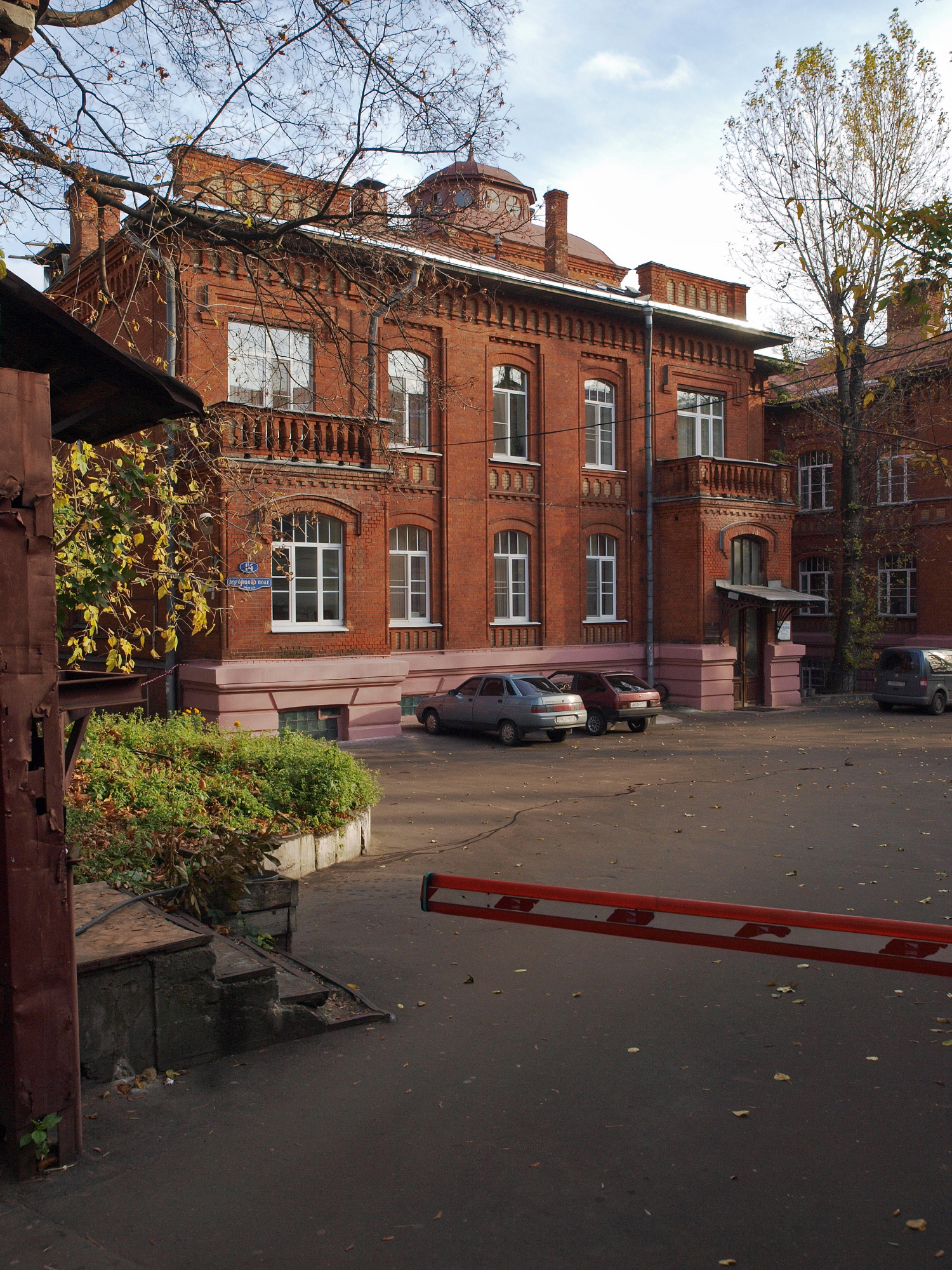
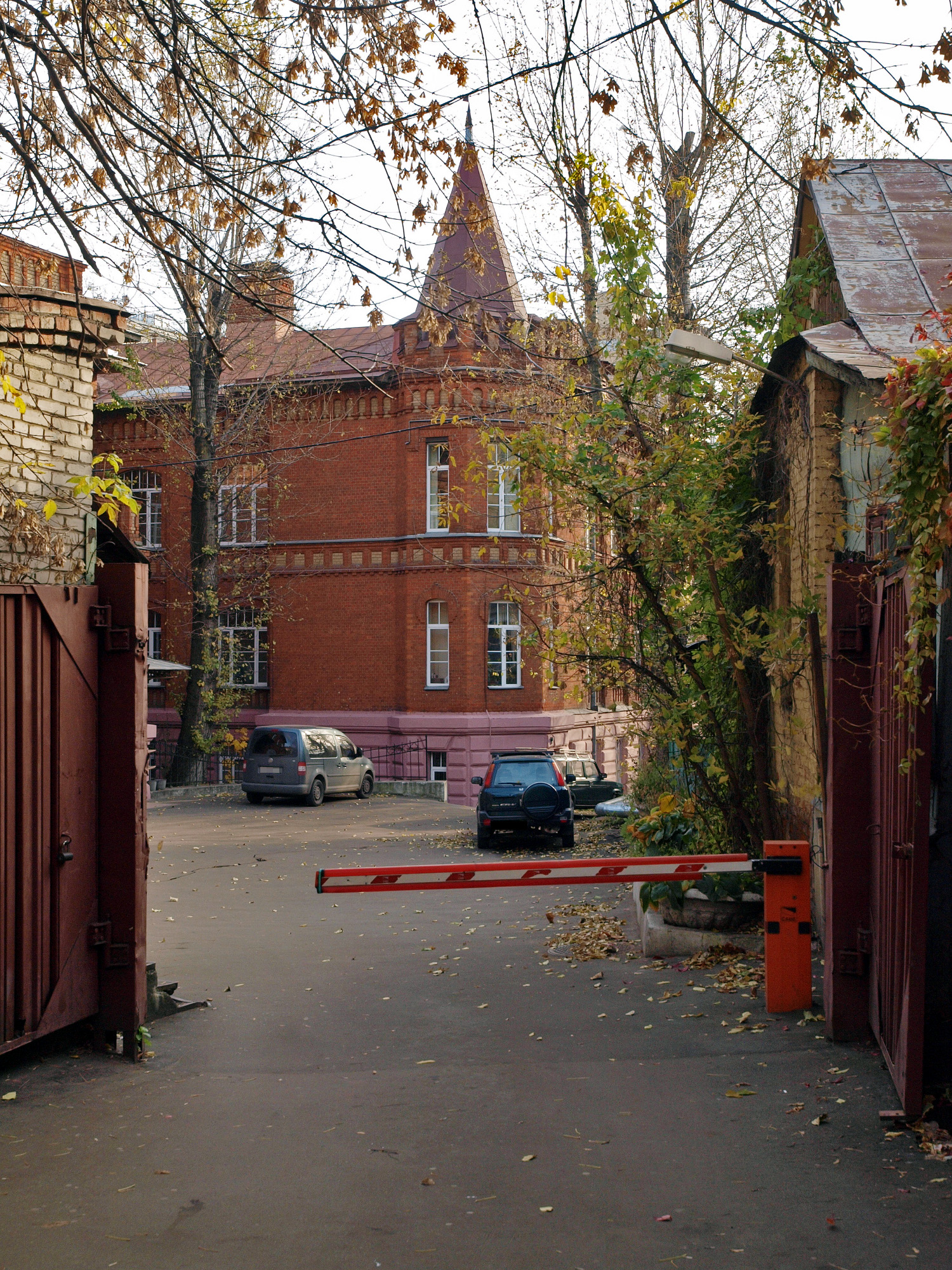
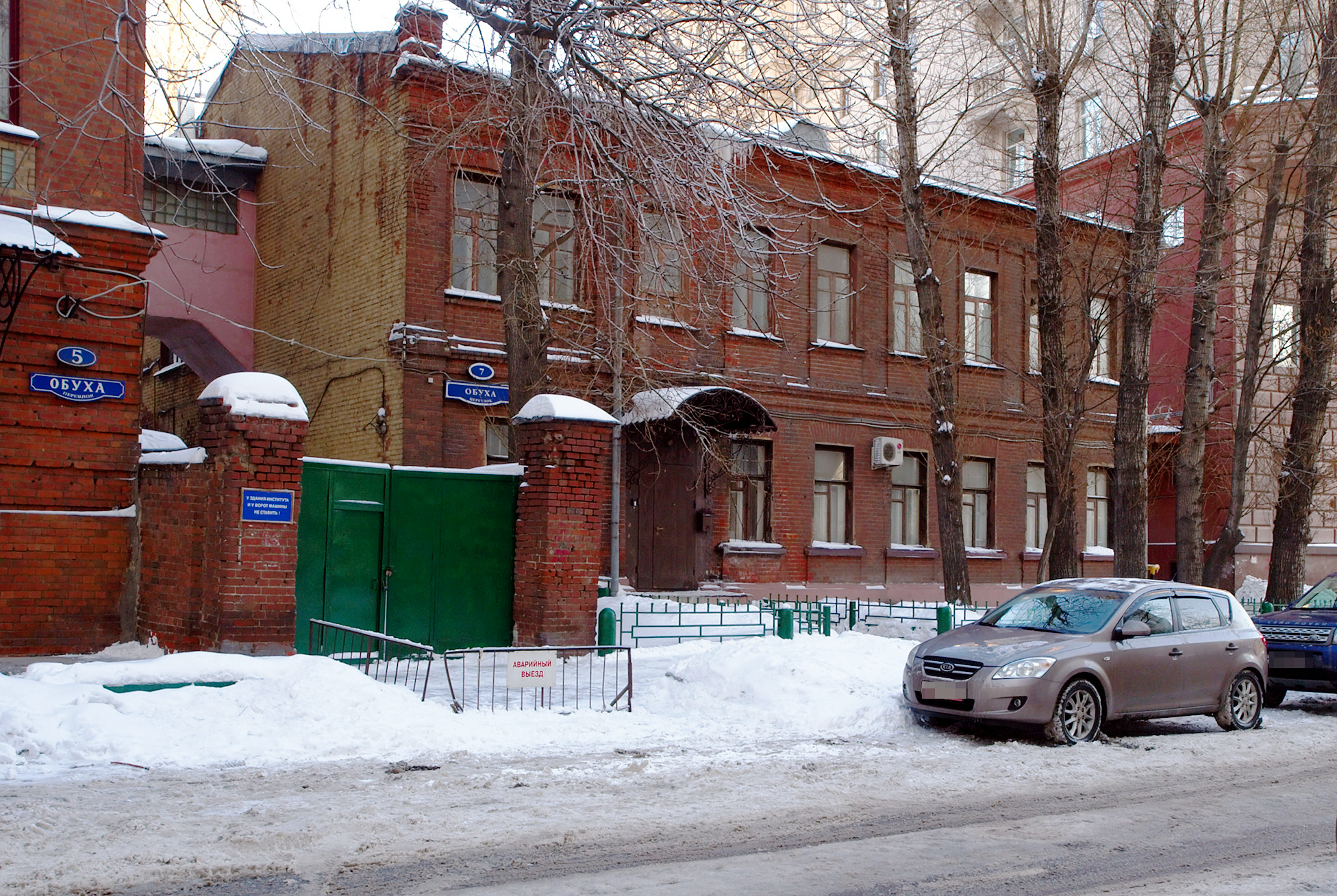
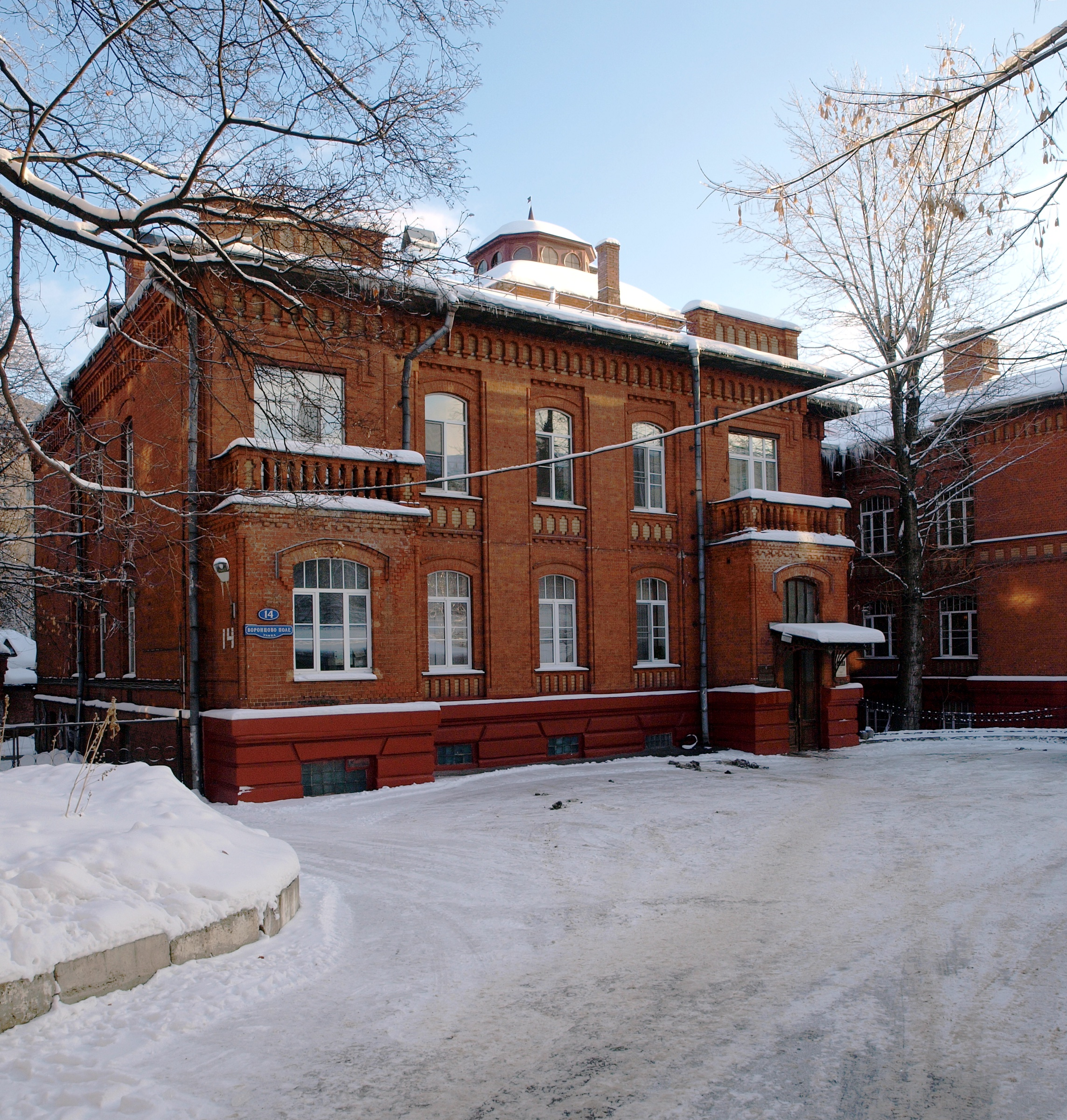